# Kickster
Sebastian "Kickster" Kraszewski (ur. 16 maja 1990 w Golubiu-Dobrzyniu) – polski youtuber, kierowca driftingowy, dziennikarz motoryzacyjny i prezenter telewizyjny.

## Życiorys
Absolwent I Liceum Ogólnokształcącego im. Anny Wazówny w Golubiu-Dobrzyniu (2009). 
15 kwietnia 2008 zakłada swój pierwszy kanał na platformie YouTube o nazwie "Sebastian KickSter" Początkowo publikuje tam filmy związane ze swoim hobby jakim był freerunning oraz parkour.
15 grudnia 2015 roku zakłada swój główny kanał o nazwie "KicksterTV" 
Największą rozpoznawalność przyniosły mu filmy z serii "MotoznaFca" oraz "Lista Kickstera" w których w większości opowiadał o samochodach tanich oraz użytkowych.
Obydwa kanały, od początku powstania wygenerowały łącznie ponad 176 milionów wyświetleń.
W 2020 roku napisał książkę "MotoznaFca, czyli jaki samochód wybrać, żeby się nie przejechać". Książka ta nie jest poradnikiem w dosłownym tego słowa znaczeniu, ale zbiorem recenzji i opinii o popularnych modelach samochodów, które można spotkać na polskich drogach. 
Książka została wydana w dwóch wersjach: pierwsze wydanie w 2020 roku, a drugie w 2023 roku.
W 2023 roku dołączył gościnnie do prowadzących Automaniak na antenie TVN Turbo.
W 2024 dołączył do programu Automaniak na stałe wraz z Patrykiem Mikiciukiem oraz Adamem Kornackim. 

## Drift
W 2023 roku zdobywa tytuł mistrza w klasie PRO AM w DRIFT OPEN POLISH DRIFT SERIES MISTRZOSTWA FEDERACJI IDF
W tym samym roku zostaje v-ce mistrzem Polski w Driftingowych Mistrzostwach Polski w klasie Speed Games

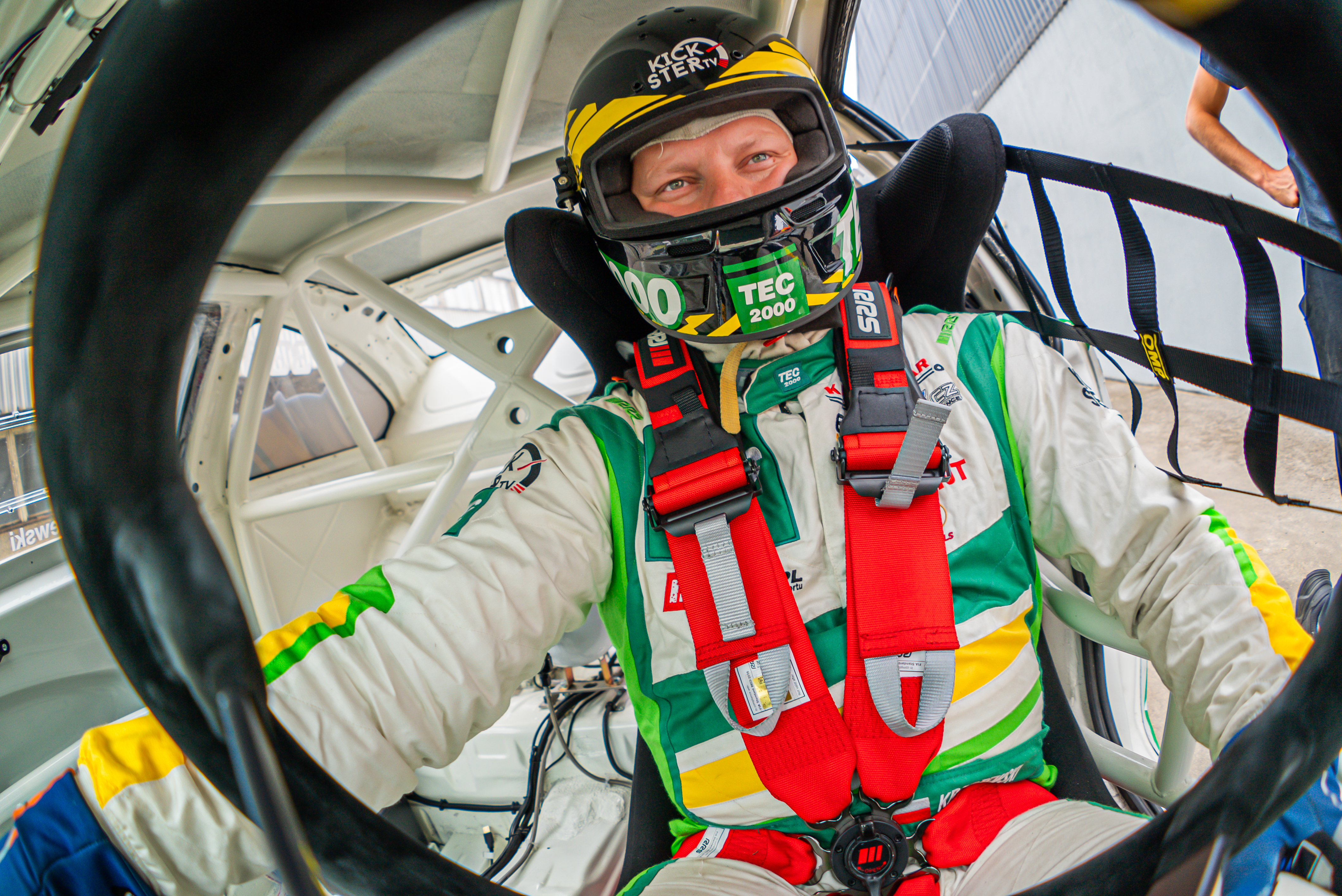
Kickster w trakcie zawodów driftingowych

W 2024 roku zdobywa tytuł v-ce mistrza w klasie PRO w DRIFT OPEN POLISH DRIFT SERIES MISTRZOSTWA FEDERACJI IDF
W tym samym roku startuje w Mistrzostwach Europy w Driftingu w lidze Drift Masters na stadionie PGE Narodowy.

## Przypisy

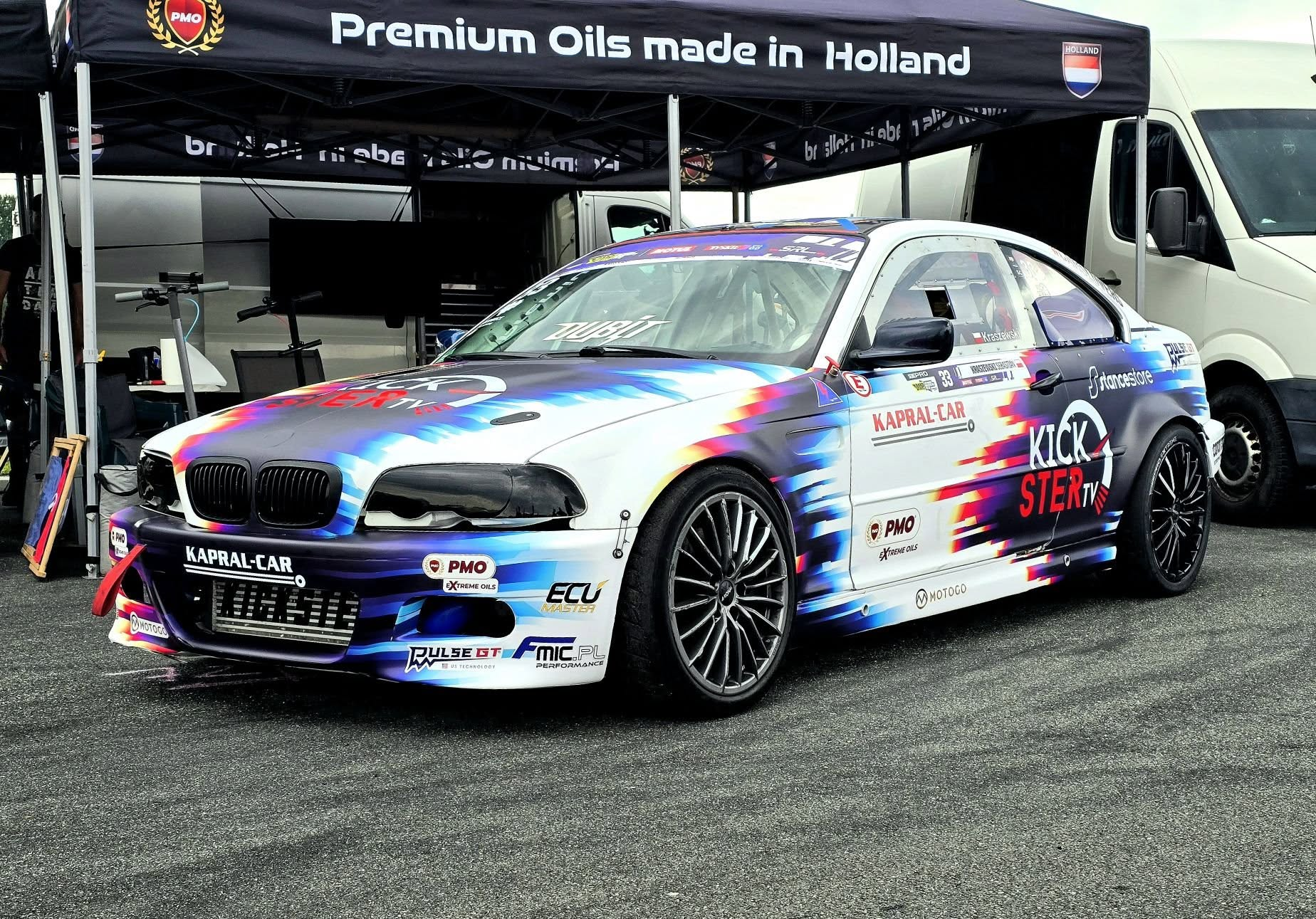
BMW E46 2JZ Kickstera